# Louis Phélypeaux de Saint-Florentin
Louis Phélypeaux de Saint-Florentin (Parigi, 18 agosto 1705 – Parigi, 27 febbraio 1777) è stato un politico e nobile francese.

## Biografia
Figlio del marchese Louis Phélypeaux de La Vrillière e di sua moglie, Françoise de Mailly-Nesle (1688–1742), succedette a suo padre come segretario di stato per gli affari dei protestanti, ruolo che aveva l'incarico della gestione delle richieste degli ugonotti. Nominato ministro della maison du roi de France da Luigi XV nel 1749, mantenne tale posizione sino al 1775. Cavaliere dell'Ordine dello Spirito Santo, ne fu anche cancelliere e nel 1770 ottenne il titolo di duca. Dopo le dimissioni del duca Étienne François de Choiseul nel dicembre del 1770, fu inoltre segretario di stato per gli affari esteri sino al giugno del 1771. Per il suo uso di lettres de cachet nel controverso caso di Louis-René de Caradeuc de La Chalotais fu costretto a rassegnare le proprie dimissioni nel 1775.
Accolto nella massoneria nel 1735, divenne membro dell'Accademia delle Scienze dal 1740 e di quella delle Belle Lettere dal 1757.
Nel 1724 sposò Amélie Ernestine de Platen (m. 1752). Fece ridisegnare l'Hôtel de Saint-Florentin da Jean-François-Thérèse Chalgrin. L'edificio passò poi a Talleyrand ed a James Mayer de Rothschild, ed è parte del complesso dell'ambasciata americana a Parigi.

## Araldica
| Stemma | Descrizione                                                 | Blasonatura                                                                    |
|        | Louis Phélypeaux de Saint-Florentin Duca di Saint-Florentin | [...]. Ornamenti esteriori da duca. Cavaliere dell'Ordine dello Spirito Santo. |